# Mihajlovi járás

A Mihajlovi járás a Rjazanyi területen

A Mihajlovi járás (oroszul: Михайловский район) Oroszország egyik járása a Rjazanyi területen. Székhelye Mihajlov.

## Népesség
- 1989-ben  45 144 lakosa volt.
- 2002-ben 38 377 lakosa volt.
- 2010-ben 35 223 lakosa volt.